# Parque nacional de Ankarafantsika
El parque nacional de Ankarafantsika (en francés: Parc national d'Ankarafantsika) es un parque nacional en la Región Boeny del país africano de Madagascar. La ciudad más cercana es Majunga 115 km al norte del parque. Ankarafantsika es sobre todo un territorio donde predominan condiciones de clima tropical. El pueblo Sakalava constituye el grupo étnico predominante en el parque. El roedor Macrotarsomys ingens sólo se reproduce en este parque nacional.